# Martrois
 Martrois  es una población y comuna francesa, en la región de Borgoña, departamento de Côte-d'Or, en el distrito de Beaune y cantón de Pouilly-en-Auxois.

## Demografía
| 50 | 43 | 45 | 44 | 60 | 73 |
| Para los censos de 1962 a 1999 la población legal corresponde a la población sin duplicidades (Fuente: INSEE [Consultar]) |    |    |    |    |    |